# Tanith (musicien)
Pour les articles homonymes, voir Tanith.
Tanith, de son nom civil Thomas Andrezak (né le 4 août 1962 à Bad Kreuznach), est un disc jockey et producteur allemand. De 1990 à 1996, il est l'un des DJ allemands de techno les plus populaires.

## Biographie

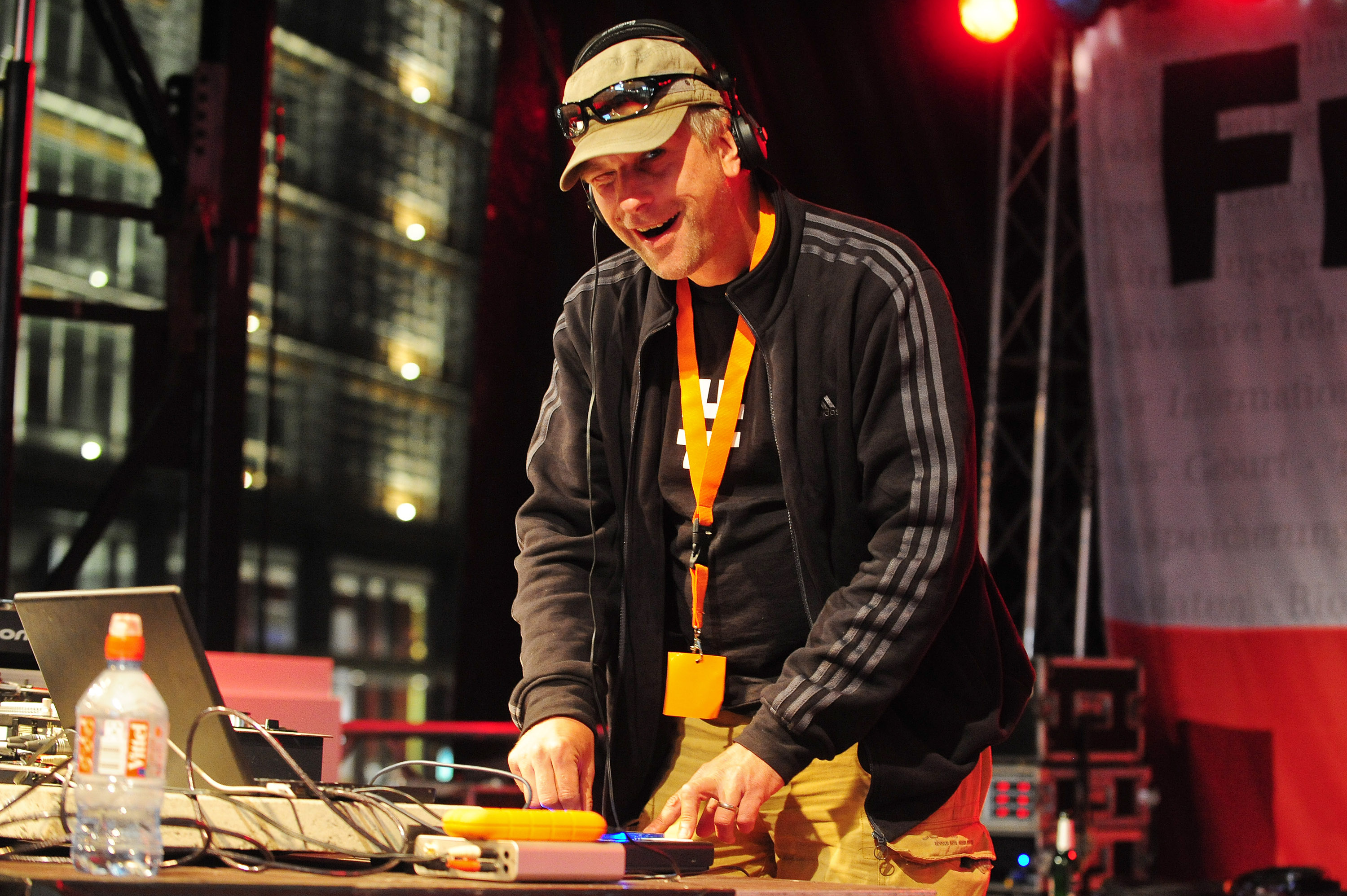
Tanith en 2009.

En 1987, Andrezak change de nom et déménage de Wiesbaden, à Berlin, au début de la scène acid house. Il est le DJ résident du premier club acid house de Berlin, l'Ufo.
En janvier 1990, il organise sa propre session nocturne, le Cyberspace, à l'Ufo II. À cette époque, il travaille également au Mittwochsclub et est DJ résident dans de nombreuses raves Tekknozid. Tanith est le premier DJ tekkno (de), et est considéré comme l'un des fondateurs de la culture techno en Allemagne.
Lorsque le club Tresor ouvre ses portes en mars 1991, il y devient DJ résident. Il est l'invité principal de presque toutes les grandes raves de son époque (Mayday, Nature One, Tribal Gathering, etc.). En 1992, il se consacre au premier mouvement breakbeat. L'année suivante, Tanith prend ses distances avec les raves Mayday et le label Low Spirit (en), car il n'est pas satisfait de la façon dont il est traité en tant qu'artiste lors des soirées Mayday. Il achève sa participation à Mayday en commençant dans son set avec le premier morceau de l'album Haus der Lüge d'Einstürzende Neubauten. En 1997, Tanith et le label breakbeat Timing Recordings sortent deux albums, T-A-N-I-T-H et Still. Son style vestimentaire camouflage est une marque de fabrique des années 1990 en Allemagne.
En septembre 2009, Tanith participe à la marche de protestation Freiheit statt Angst sur la voiture du Parti des pirates, puis au rassemblement final.